# Trofeo Sir Thomas Lipton
El Trofeo Sir Thomas Lipton fue una competición de fútbol internacional bienal celebrada en Turín en 1909 y 1911, que sustituyó al anterior Torneo Internazionale Stampa Sportiva. Este torneo y su predecesor se consideran una especie de primer "Mundial" de fútbol, también debido a la presencia de algunos equipos no de clubes, pero compuestos por selecciones de jugadores. En ambas ediciones ganaron los ingleses (West Auckland Town Football Club).

## Fórmula

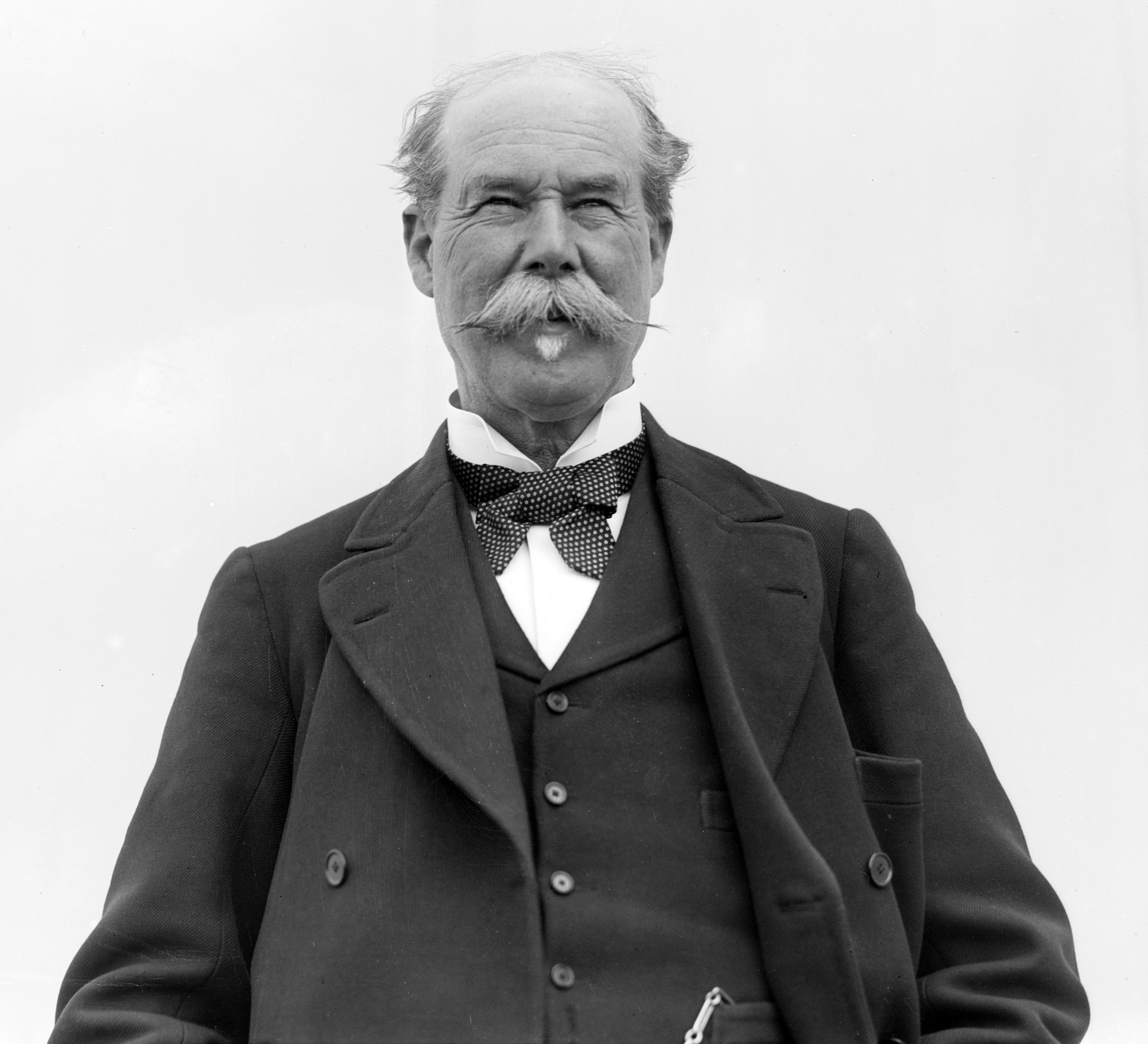
Sir Thomas Lipton.

La organización eligió representar a las naciones más fuertes del panorama futbolístico internacional de la época: Inglaterra, Alemania, Italia y Suiza.
En cuanto a Alemania y Suiza, en la primera edición los equipos que lideran sus respectivos campeonatos fueron invitados en el momento de la convocatoria (primavera 1909). Para Italia, con el fin de garantizar mayores posibilidades de éxito, se hizo una selección de los mejores jugadores en activo, todos de las filas del  Torino,  Juventus y Piemonte Football Club; un embrión del equipo nacional de fútbol de Italia que nacerá el año siguiente. Durante el torneo, este equipo se llamará alternativamente Italia y Turín. Como equipo inglés la Asociación Inglesa de Fútbol invió el West Auckland Town Football Club.
En la edición 1911 se volvió a llamar al equipo campeón para Suiza, para Inglaterra se confirmó el equipo campeón, Alemania no participó en el torneo y para Italia fueron invitados  Juventus y  Torino.

## Historia
El éxito del Torneo Internacional de Prensa Deportiva ejerció tal encanto que Thomas Lipton se ofreció de subvencionar personalmente una segunda edición. Al empresario británico se unió entonces la contribución del famoso aviador italiano, Leonino da Zara. La organización del evento siempre fue prerrogativa del periódico La Stampa Sportiva; el premio del "patrón" del torneo iría a parar a su ganador, al segundo clasificado en lugar de  Leonino y al tercero el ofrecido por la Municipalidad de Turín.
El segundo éxito garantizó a los británicos la conquista definitiva del trofeo encargado por Lipton, pero fue robado de la sede del club en 1994 y nunca más se volvió a encontrar.